# Стадион Мозиз Мабида
Стадион Мозес Мабида (енгл. Moses Mabhida Stadium) је стадион у Дурбану, Јужноафричка Република. Стадион је још у изградњи и по завршетку радова требало би да има капацитет од 70.000 седећих места, те ће поред стадиона Сокер сити бити други највећи стадион на Светском првенству у фудбалу 2010. године. Налази се на издигнутој платформи изнад Индијског океана и саставни је део спортског центра King’s-Park. Изграђен је на месту старог стадиона који је срушен 2006. године. Стадион је првобитно назван по поглавици и оснивачу Зулу народа Сензангхони, Стадион Краљ Сензангхона (King-Senzangakhona Stadium), али је касније име промењено и додељено му је име по Мозесу Мабиди, бившем генералном секретару Јужноафричке комунистичке партије.

## Градња
Стадион се између осталог састоји од 2.700 тона тешког челичног носача, који се издиже 104 метра изнад стадиона. Носач у полукружном облику произведен је у немачкој фирми Eiffel Deutschland Stahltechnologie и из Хановера је растављен и испоручен бродом у Дурбан. Полукружни носач се у својој највишој тачки дели у два тзв. поломљена лука и тиме симболизује заставу Јужноафричке Републике. Са жичаром ће посетиоцима бити омогућена посета на платформу (видиковац) са које ће се моћи видети панорама града и Индијског океана.
Стадион се са додатним комплексом зграда састоји од 190.000 тона бетона, те ће бити изграђен паркинг простор за 10.000 аутомобила. 46.000 m² велика кровна конструкција покрива део за гледаоце, док сам терен неће бити покривен. Након завршетка радова на стадиону ће бити места за 70.000 гледалаца у три категорије. Након Светског првенства капацитет стадиона ће бити смањен и моћи ће да прими 54.000 гледалаца. Било је доста критика да ли је Дурбану уопште био потребан нови стадион, тврдећи да ће после Светског првенства то бити превелик трошак за град.
На Светском првенству 2010. на стадиону Мозес Мабида је планирано да се одигра пет утакмица првог кола, једна другог, једна четвртфинала и једна утакмица полуфинала.

## Утакмице СП 2010. које су се играле на овом стадиону
На Светском првенству 2010. стадион је био домаћин на пет утакмица групне фазе, једне утакмице осмине финала и једног четвртфиналног меча.
| Датум         | Време (UTC+2) | 1. Тим    | Рез.  | 2. Тим       | Коло          | Гледалаца |
| ------------- | ------------- | --------- | ----- | ------------ | ------------- | --------- |
| 13. јун 2010. | 20:30         | Немачка   | 4 - 0 | Аустралија   | Група Д       | 62.660    |
| 16. јун 2010. | 16:00         | Шпанија   | 0 - 1 | Швајцарска   | Група Х       | 62.453    |
| 19. јун 2010. | 13:30         | Холандија | 1 - 0 | Јапан        | Група Е       | 62.010    |
| 22. јун 2010. | 20:30         | Нигерија  | 2 - 2 | Јужна Кореја | Група Б       | 61.874    |
| 25. јун 2010. | 16:00         | Бразил    | 0 - 0 | Португалија  | Група Г       | 62.712    |
| 28. јун 2010. | 16:00         | Холандија | 2 - 1 | Словачка     | Осмина финала | 61.962    |
| 7. јул 2010.  | 20:30         | Немачка   | 0 - 1 | Шпанија      | Полуфинале    | 60.960    |